# Chlorurus bleekeri
Chlorurus bleekeri är en fiskart som först beskrevs av De Beaufort, 1940.  Chlorurus bleekeri ingår i släktet Chlorurus och familjen Scaridae. IUCN kategoriserar arten globalt som livskraftig. Inga underarter finns listade i Catalogue of Life.